# 扬·科瓦日
扬·科瓦日（捷克語：Jan Kovář，1990年3月20日—），捷克男子冰球运动员。他曾代表捷克国家队参加2018年和2022年冬季奥林匹克运动会冰球比赛，最好名次为2018年冬季奥运会的第四名。